# Migració

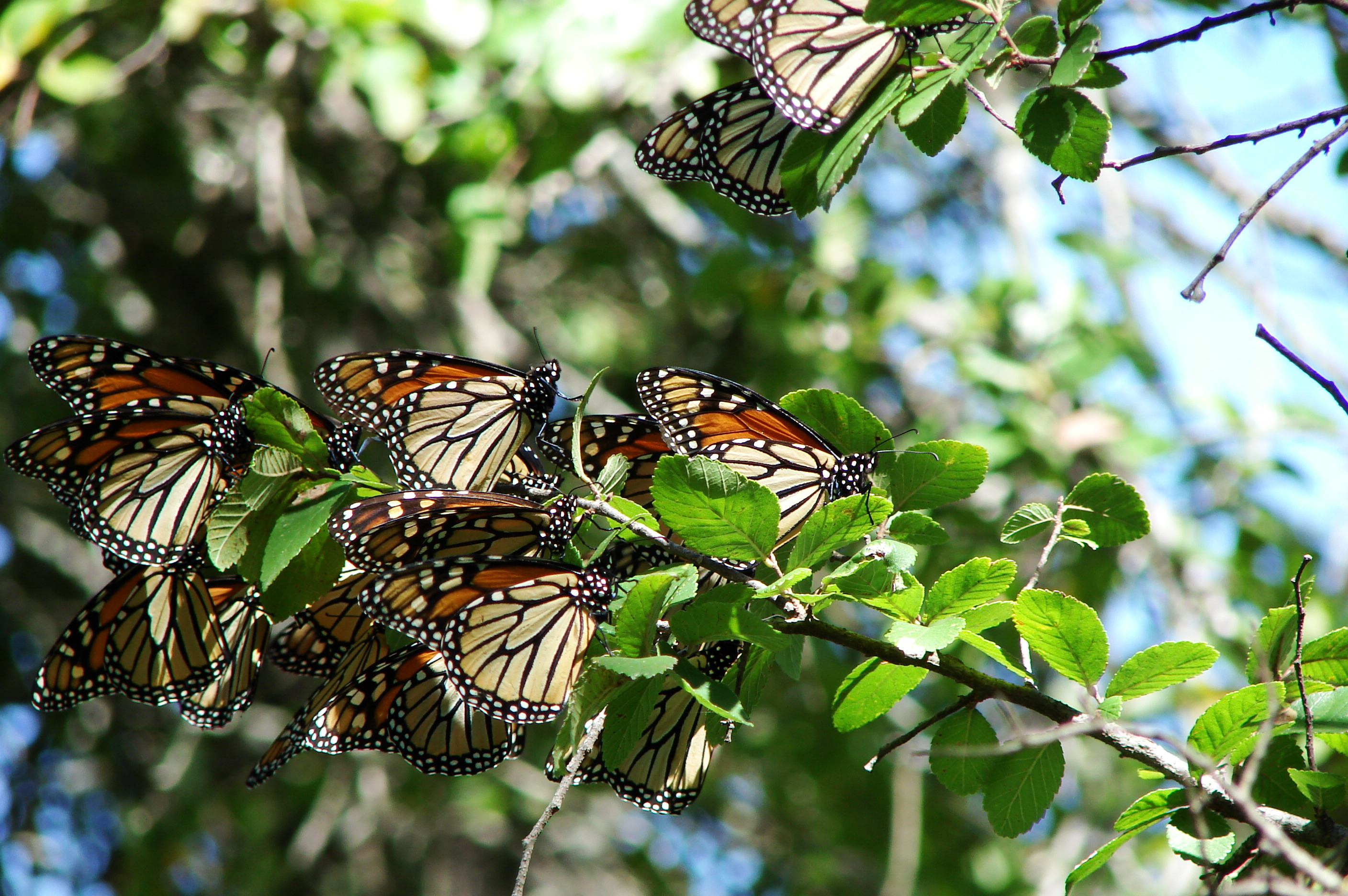
Les papallones també migren

La migració és el desplaçament d'un lloc d'origen cap a una altra destinació. En el cas dels humans i altres espècies animals, porta un canvi de la residència habitual, sovint a llargues distàncies, i hi pot haver un canvi d'hàbitat. La migració és una de les quatre forces que operen en l'evolució, a més de la selecció natural, la deriva genètica i la mutació.
Les migracions d'éssers humans s'estudien en la demografia i en la geografia de la població. Les migracions d'altres espècies animals s'estudien en la biologia (zoologia), la biogeografia i l'ecologia.

## Migració humana
L'ésser humà, igualment com altres animals, pot dur a terme migracions o moviments des del seu lloc de residència fins a un altre. Segons el punt de vista, es parla d'emigració (una persona parteix d'una zona concreta) o d'immigració (quan hi arriba) per referir-se al mateix moviment.
El volum d'una població concreta no depèn únicament de la relació entre natalitat i mortalitat. Les societats són obertes i dinàmiques, per tant poden créixer o decréixer en funció de la migració. El moviment migratori, donada l'estructura política, permet concretar un punt de partida, d'on s'emigra, d'on la persona és considerada emigrant, i una destinació, on s'immigra. El conjunt de moviments migratoris es concreta políticament en migracions internacionals. En la destinació, la persona és considerada immigrant, i pot variar en funció de les característiques de la població i les seves necessitats.
En l'època moderna, la migració ha continuat, sigui de manera voluntària o obligada (esclavatge, o a causa de la neteja ètnica). Luigi Luca Cavalli-Sforza ha estudiat els patrons de les migracions humanes en època històrica. La Comissió Global sobre la Migració Internacional (The Global Commission on International Migration), GCIM, de l'ONU es va crear el 2003 amb el suport del comissari general Kofi Annan i va emetre un informe el 2005.
Actualment, 191 milions de persones viuen fora del seu país d'origen. D'elles, 95 milions són dones, cosa que representa el 49%, i en el cas dels països desenvolupats supera el nombre de migrants masculins. El 2005, els enviaments de diners dels immigrants van pujar a uns 232.000 milions de dòlars, i aquests fons, als països subdesenvolupats, són molt més grans que no pas l'assistència governamental al desenvolupament. A Europa hi ha el 34% de tots els migrants de la població mundial; a l'Amèrica del Nord, el 23%; a Àsia, el 28%; a Àfrica, el 9%, i a l'Amèrica del Sud, el 3%.

## Europa

### Emigració europea a altres continents
L'emigració europea és la migració d'europeus cap a altres continents. Va ser un moviment especialment intens en l'època colonial i durant les  guerres i dictadures europees, a causa dels augments demogràfics de la població europea i les crisis econòmiques, fam o repressió política en el continent. La inversió d'aquests factors a Europa ha canviat el signe de la balança migratòria, i Europa Occidental és en l'actualitat una regió receptora d'immigrants.

### Migració a la Unió Europea
La migració a la Unió Europea és alta, tant des de l'est d'Europa com des de l'Amèrica del Sud i Àfrica. També és significativa la migració d'Àsia.